# Juliet Sargeant
Juliet Sargeant és una dissenyadora de jardins. Va néixer a Tanzània però va estudiar disseny de jardins a la Universitat de Middlesex. L'any 2016, el seu jardí anti-esclavitud va ser el primer jardí que es va mostrar en el Chelsea Flower Show fet per una dona negra. El disseny va guanyar una medalla d'or.
L'any 2018 va ser afegida en la llista 100 Women BBC, que aplega les 100 dones més influents de l'any.